# Ralph Palmer (12e baron Lucas)
Pour les articles homonymes, voir Palmer (patronyme).
Ralph Matthew Palmer, 12e baron Lucas et 8e Lord Dingwall (né le 7 juin 1951), titré officiellement Lord Lucas et Dingwall, est l'un des pairs héréditaires élus pour rester à la Chambre des lords après l'adoption de la House of Lords Act 1999, siégeant en tant que conservateur. Il hérite de ses titres à la mort de sa mère en 1991, est whip conservateur dans les Lords 1994-1997 pendant les trois dernières années du gouvernement John Major. Connu de manière générale et professionnelle sous le nom de Ralph Lucas, il devient en 2000 propriétaire et éditeur du Good Schools Guide.

## Origines
Lady Florence Amabel Cowper, fille de George Cowper, 6e comte Cowper épouse Auberon Edward Herbert et hérite de la baronnie de Lucas de Crudwell (de son grand-père, Thomas de Grey (2e comte de Grey)), et de la seigneurie de Dingwall (de son oncle Francis Cowper (7e comte Cowper)). Ils sont les parents de quatre enfants, dont Nan Ino Cooper (10e baronne Lucas) (en) (la grand-mère maternelle de Ralph Lucas), et sa fille aînée, Anne Rosemary, épouse le major Robert Jocelyn Palmer (fils de Roundell Palmer (3e comte de Selborne)).

## Jeunesse
Lucas est le fils d'Anne Palmer, 11e baronne Lucas et 7e Lady Dingwall et du major Hon Robert Jocelyn Palmer (cinquième enfant et troisième fils du 3e comte de Selborne). Il fréquente la Twyford School et le Collège d'Eton.
Au cours de son année sabbatique en 1969, il accompagne le professeur Thomas Frederick Hewer et le brigadier Brian Mortimer Archibald à travers l'Afghanistan et l'Iran, récoltant des plantes pour Jardins botaniques royaux de Kew et la Royal Horticultural Society dans le cadre d'une expédition privée. Il retourne étudier la physique au Balliol College d'Oxford .

## Carrière
Il travaille comme Expert-comptable pour Farrow, Bersey, Gain, Vincent & Co et les sociétés successeurs, puis chez SG Warburg &amp; Co. Ltd. de 1976 à 1988 .
À la mort de sa mère en 1991, il lui succède en tant que 12e baron Lucas et 8e Lord Dingwall. Il est l'actuel propriétaire de The Good Schools Guide .
Il est Lord-in-Waiting (whip du gouvernement à la Chambre des lords) en 1994–97, et ministre de l'ombre des Lords pour le développement international en 1997–98 . Il reste actif politiquement, s'intéressant particulièrement à l'éducation, à la liberté, au gouvernement électronique, à la planification, aux finances et à la réglementation du stationnement .
En 1995, Ralph Lucas épouse Amanda Atha, la cofondatrice avec Sarah Drummond de The Good Schools Guide, devenue propriétaire, éditrice et rédactrice du guide en 2000; il ajoute des écoles internationales à l'étranger au guide en 2006 .
Depuis qu'il a hérité de son titre et qu'il a été élu par ses pairs, Ralph Lucas continue d'être actif à la Chambre des lords. Il siège à des comités traitant des compétences numériques, de la régénération des villes balnéaires  et de la technologie numérique et de la démocratie . Il préside le groupe de réforme de l'application du droit. Il joue un rôle déterminant en ajoutant ce qui est devenu connu sous le nom d'amendement Lucas, "Des excuses, une offre de traitement ou autre réparation, ne doivent pas en soi constituer un aveu de négligence ou de manquement à une obligation légale'' à la loi sur l'indemnisation de 2006, autorisant les personnes présenter des excuses aux victimes sans sanction légale .
Il rencontre sa troisième épouse, Antonia Rubenstein, alors qu'il est mécène de l'organisation caritative pour la réforme des prisons, Safe Ground, et joue un rôle déterminant dans l'établissement du projet de relations familiales Family Man and Fathers Inside .
Ralph Lucas est impliqué dans l'encouragement d'une relation entre The Eden Project et Eastbourne .
Il est membre de l'Institut des comptables agréés d'Angleterre et du Pays de Galles (FCA) en 1986 et est livreur de la Worshipful Company of Mercers .

## Mariages et enfants
Lucas est marié trois fois. Tout d'abord, il épouse Clarissa Marie Lockett le 22 juillet 1978. Ils divorcent en 1995 après avoir eu deux enfants . Il se remarie à Amanda Atha en 1995. Elle est décédée en 2000 et en 2001, il épouse Antonia Kennedy Rubinstein. Il a une fille avec sa troisième femme.
- Hon Hannah Rachel Elise Palmer (née en 1984)
- Hon Lewis Edward Palmer (né le 7 décembre 1987), héritier des baronnies.
- Hon Freya Anne Palmer (née en 2002)